# Aedes albonotatus
Aedes albonotatus är en tvåvingeart som först beskrevs av Daniel William Coquillett 1905.  Aedes albonotatus ingår i släktet Aedes och familjen stickmyggor. Inga underarter finns listade i Catalogue of Life.